# شهرستان چستر (تنسی)
شهرستان چستر، تنسی (به انگلیسی: Chester County, Tennessee) یک سکونتگاه مسکونی در ایالات متحده آمریکا است که در تنسی واقع شده‌است.

## خصوصیات
شهرستان چستر ۷۴۰٫۷۴ کیلومترمربع مساحت دارد.